# Eleição municipal de Santa Cruz do Sul em 2016
A eleição municipal de Santa Cruz do Sul em 2016 foi realizada para eleger um prefeito, um vice-prefeito e 17 vereadores no município de Santa Cruz do Sul, no estado brasileiro do Rio Grande do Sul. Foram eleitos Telmo Kirst (Progressistas) e Helena Hermany para os cargos de prefeito(a) e vice-prefeito(a), respectivamente. 
Seguindo a Constituição, os candidatos são eleitos para um mandato de quatro anos a se iniciar em 1º de janeiro de 2017. A decisão para os cargos da administração municipal, segundo o Tribunal Superior Eleitoral, contou com 99 928 eleitores aptos e 13 942 abstenções, de forma que 13.95% do eleitorado não compareceu às urnas naquele turno. 

## Resultados

### Eleição municipal de Santa Cruz do Sul em 2016 para Prefeito
A eleição para prefeito contou com 5 candidatos em 2016: Gerri Machado Ribeiro do Partido dos Trabalhadores, Sérgio Moraes do Partido Trabalhista Brasileiro, Fabiano Rodrigo Dupont do Partido Socialista Brasileiro, Telmo Kirst do Progressistas, Afonso Schwengber do Partido Socialista dos Trabalhadores Unificado que obtiveram, respectivamente, 0, 31 250, 6 852, 42 158, 423 votos. O Tribunal Superior Eleitoral também contabilizou 13.95% de abstenções nesse turno.
| Candidato(a)                 | Vice                            | Coligação                                                      | Votos recebidos | Percentual |
| ---------------------------- | ------------------------------- | -------------------------------------------------------------- | --------------- | ---------- |
| Telmo Kirst (PP)             | Helena Hermany                  | Santa Cruz Nao Pode Parar                                      | 42158           | 52.25%     |
| Sérgio Moraes (PTB)          | João Miguel Wenzel              | Coligados Com o Povo                                           | 31250           | 38.73%     |
| Fabiano Rodrigo Dupont (PSB) | Seli Flesch                     | Santa Cruz de Todos                                            | 6852            | 8.49%      |
| Afonso Schwengber (PSTU)     | Alexandre Ruben Haas            | Partido Socialista dos Trabalhadores Unificado (sem coligação) | 423             | 0.52%      |
| Gerri Machado Ribeiro (PT)   | Marco Antonio Ferreira Schorner | A Mudança Começa em Casa                                       | 0               | 0%         |

### Eleição municipal de Santa Cruz do Sul em 2016 para Vereador
Na decisão para o cargo de vereador na eleição municipal de 2016, foram eleitos 17 vereadores com um total de 79 268 votos válidos. O Tribunal Superior Eleitoral contabilizou 3 394 votos em branco e 3 324 votos nulos. De um total de 99 928 eleitores aptos, 13 942 (13.95%) não compareceram às urnas.
| Nome                      | Partido político                               | Coligação                                      | Votos recebidos | Percentual |
| ------------------------- | ---------------------------------------------- | ---------------------------------------------- | --------------- | ---------- |
| Alexsander Knak           | Movimento Democrático Brasileiro (MDB)         | Legislativo de Cara Nova                       | 3400            | 4.29%      |
| Neiva Teresinha Marques   | Partido Trabalhista Brasileiro (PTB)           | Partido Trabalhista Brasileiro (sem coligação) | 2373            | 2.99%      |
| Francisco Carlos Smidt    | Partido Trabalhista Brasileiro (PTB)           | Partido Trabalhista Brasileiro (sem coligação) | 2338            | 2.95%      |
| Elo Ari Schneiders        | Solidariedade (SD)                             | Unidos e Solidarios por Santa Cruz             | 2179            | 2.75%      |
| Edmar Guilherme Hermany   | Progressistas (PP)                             | Santa Cruz no Rumo Certo                       | 2135            | 2.69%      |
| Licerio Jose Agnes        | Progressistas (PP)                             | Santa Cruz no Rumo Certo                       | 1992            | 2.51%      |
| Andre Francisco Scheibler | Solidariedade (SD)                             | Unidos e Solidarios por Santa Cruz             | 1963            | 2.48%      |
| Ari Thessing              | Partido dos Trabalhadores (PT)                 | A Mudança Começa em Casa                       | 1767            | 2.23%      |
| Alceu Crestani            | Partido da Social Democracia Brasileira (PSDB) | Santa Cruz Somos Todos Nós                     | 1702            | 2.15%      |
| Bruna Jeanine Molz        | Partido Trabalhista Brasileiro (PTB)           | Partido Trabalhista Brasileiro (sem coligação) | 1673            | 2.11%      |
| Mathias Emilio Bertram    | Partido Trabalhista Brasileiro (PTB)           | Partido Trabalhista Brasileiro (sem coligação) | 1644            | 2.07%      |
| Hildo Ney Caspary         | Progressistas (PP)                             | Santa Cruz no Rumo Certo                       | 1641            | 2.07%      |
| Paulo Henrique Lersch     | Partido dos Trabalhadores (PT)                 | A Mudança Começa em Casa                       | 1610            | 2.03%      |
| Luis Carlos Fagundes Ruas | Partido Trabalhista Brasileiro (PTB)           | Partido Trabalhista Brasileiro (sem coligação) | 1470            | 1.85%      |
| Elstor Renato Desbessell  | Partido Trabalhista Brasileiro (PTB)           | Partido Trabalhista Brasileiro (sem coligação) | 1444            | 1.82%      |
| Gerson Luis Trevisan      | Partido da Social Democracia Brasileira (PSDB) | Santa Cruz Somos Todos Nós                     | 1225            | 1.55%      |
| Bruno Cesar Faller        | Partido Democrático Trabalhista (PDT)          | Legislativo de Cara Nova                       | 949             | 1.2%       |

## Análise
A eleição de 2016 marcou a disputa acirrada entre os dois líderes políticos do município, ambos ex-prefeitos da cidade. É esperado que a próxima eleição de 2020 seja marcada pela renovação, pois o eleito Telmo Kirst cumpre o seu segundo mandato consecutivo não podendo participar do próximo pleito e o deputado Sérgio Moraes deve abandonar a política.